# Allie MacDonald
Allie MacDonald (Canada, 17 settembre 1988) è un'attrice canadese.

## Filmografia

### Cinema
- Uno scrittore particolare (The Real Howard Spitz), regia di Vadim Jean (1998)
- Green Christmas, regia di D.W. Waterson (2009)
- In the Grid , regia di Rowan Nielsen (2009)
- Score: A Hockey Musical, regia di Michael McGowan (2010)
- Blink, regia di Miles Jay (2011)
- The Riverbank - Patti Konstantin (The Riverbank), regia di John L'Ecuyer (2012)
- The Barrens, regia di Darren Lynn Bousman (2012)
- Hates: House at the End of the Street (House at the End of the Street), regia di Mark Tonderai (2012)
- And Now a Word from Our Sponsor, regia di Zack Bernbaum (2013)
- Stage Fright, regia di Jerome Sable (2014)
- La Ville de L'Amour, regia di Arles Netherwood-Schwesig (2015)
- Under the Silver Lake, regia di David Robert Mitchell (2018)

### Televisione
- The Ron James Show - serie TV, un episodio (2009)
- King - serie TV, un episodio (2011)
- The Listener - serie TV, un episodio (2011)
- Haven - serie TV, un episodio (2012)
- Alphas - serie TV, un episodio (2012)
- Longmire - serie TV, un episodio (2013)
- Lost Girl - serie TV, un episodio (2013)
- Remedy - serie TV, un episodio (2014)
- Young Drunk Punk - serie TV, 14 episodi (2015)
- Un sogno per cambiare (Trigger Point), regia di Philippe Gagnon (2015)
- Orphan Black - serie TV, 4 episodi (2016)
- La reginetta del male (Mean Queen), regia di Philippe Gagnon - film TV (2018)
- What/If - serie TV, 5 episodi (2019)

### Doppiaggio
- Pacific Rim - La zona oscura (Pacific Rim: The Black) – serie animata (2021-in corso) – voce

### Documentari
- Stories We Tell, regia di Sarah Polley (2012)

### Programmi televisivi
- Cinnamon Girl: California Dreamin' - Cassie Carter (2013)
- Salem Falls - Megan Saxton (2011)

## Doppiatrici italiane
Nelle versioni in italiano delle opere in cui ha recitato, Allie MacDonald è stata doppiata da:
- Letizia Ciampa in Hates: House at the End of the Street
- Francesca Manicone in What/If

Da doppiatrice, è stata sostituita da:
- Eleonora Reti in Pacific Rim - La zona oscura